# (464274) 2015 WD10
(464274) 2015 WD10 es un asteroide perteneciente al cinturón de asteroides, descubierto el 8 de mayo de 2008 por el equipo Spacewatch desde el Observatorio Nacional de Kitt Peak (Arizona, Estados Unidos).